# Thomas Nigg
Thomas Nigg (ur. 28 czerwca 1983 w Vaduz) – liechtensteiński piłkarz występujący na pozycji pomocnika, reprezentant Liechtensteinu w latach 2000–2003.

## Kariera klubowa
Podczas kariery klubowej występował na IV i V poziomie rozgrywkowym w Szwajcarii jako zawodnik FC Triesenberg, USV Eschen/Mauren oraz FC Schaan. W sezonie 2004/05 dotarł z USV Eschen/Mauren do finału Pucharu Liechtensteinu, w którym zdobył bramkę, a jego zespół uległ 1:4 FC Vaduz.

## Kariera reprezentacyjna
7 października 2000 zadebiutował w reprezentacji Liechtensteinu prowadzonej przez Ralfa Loose w przegranym 0:1 meczu z Austrią w eliminacjach Mistrzostw Świata 2002. Ogółem w latach 2000-2003 rozegrał w drużynie narodowej 10 spotkań, nie zdobył żadnego gola.